# Navolato, Sonora
Navolato är en ort i Mexiko.   Den ligger i kommunen Etchojoa och delstaten Sonora, i den västra delen av landet, 1 400 km nordväst om huvudstaden Mexico City. Navolato ligger 25 meter över havet och antalet invånare är 614.
Terrängen runt Navolato är mycket platt. Runt Navolato är det ganska glesbefolkat, med 34 invånare per kvadratkilometer. Närmaste större samhälle är Navojoa, 13,0 km öster om Navolato. Trakten runt Navolato består till största delen av jordbruksmark.